# Joanna Penberthy

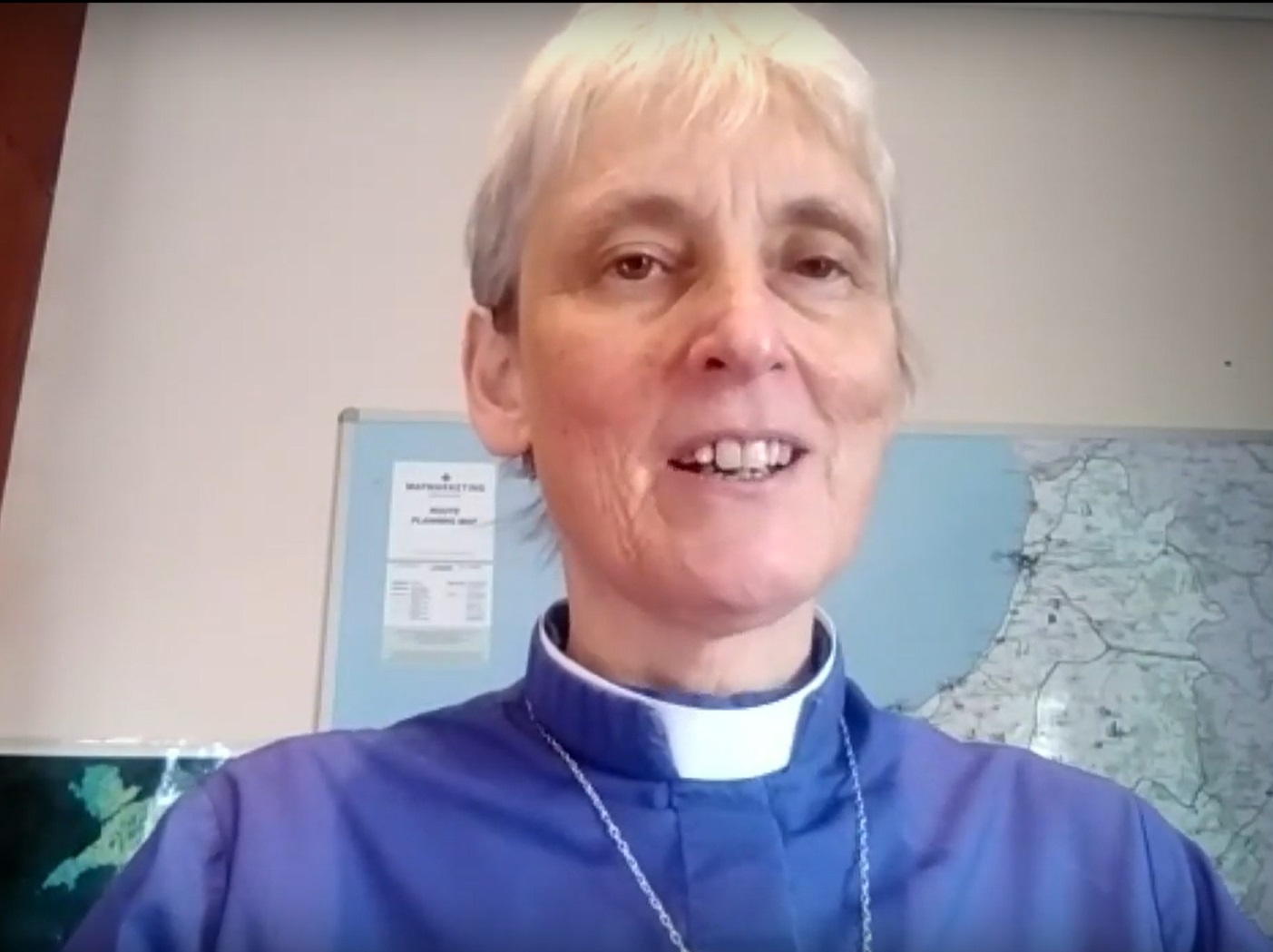
Joanna Penberthy

Joanna Penberthy (* 1960) ist eine anglikanische Theologin und Bischöfin der Church in Wales.

## Leben
Penberthy studierte anglikanische Theologie am Newnham College in Cambridge und am St John’s College in Nottingham sowie an der Cranmer Hall in Durham. 1987 wurde Penberthy zur Diakonin geweiht und 1997 zur anglikanischen Priesterin geweiht. Am 6. November 2016 wurde sie als Nachfolgerin von Wyn Evans zur ersten Frau im Bischofsamt des Bistums St Davids in Wales gewählt und am 21. Januar 2017 als Bischöfin durch Erzbischof Barry Morgan geweiht. Penberthy ist mit dem anglikanischen Priester Adrian Legg verheiratet und hat vier Kinder.